# Гређо
Гређо (итал. Greggio) је насеље у Италији у округу Верчели, региону Пијемонт.
Према процени из 2011. у насељу је живело 317 становника. Насеље се налази на надморској висини од 162 м.

## Становништво
| 1936. | 1951. | 1961. | 1971. | 1981. | 1991. | 2001. | 2011. |
| ----- | ----- | ----- | ----- | ----- | ----- | ----- | ----- |
| 713   | 681   | 630   | 520   | 446   | 388   | 375   | 382   |